# 国有独资公司
国有独资公司（工商营业执照记载为“有限责任公司（国有独资）”），是中华人民共和国一种特殊的有限责任公司，由国家单独出资，并由中华人民共和国国务院或者地方人民政府授权国有资产监督管理机构履行出资人职责。在《中华人民共和国公司法》中，它的章程由国有资产监督管理机构制定，或者由董事会制定、报国有资产监督管理机构批准。
国有独资公司董事会成员通常为3－13人，股东由国有资产监督管理机构委派，董事长一名，可以设立副董事长等。董事每届任期不得超过三年。此外，必须设立监事会，成员不得少于5人。不设股东会。